# Masalia albirosea
Masalia albirosea är en fjärilsart som beskrevs av Joannis 1913. Masalia albirosea ingår i släktet Masalia och familjen nattflyn. Inga underarter finns listade i Catalogue of Life.